# ديميتري الدجال الثالث
ديميتري الدجال الثالث أو ديمتريوس الزائف الثالث (بالروسية: Лжедмитрий III) كان ثالث وآخر من ادعى أن يكون ديميتري إيفانوفيتش (بالروسية: Дмитрий Иванович)، الابن الأصغر للقيصر إيفان الرابع، مدعيا بذلك أحقيته أن يكون قيصر روسيا. كانت وفاته في يوليو 1612.